# Docs Keepin Time
Docs Keepin Time (* 1987; † 2013) war ein schwarzer American-Quarter-Horse-Hengst; berühmt wurde er durch seine Hauptrolle in Black Beauty von 1994.
Docs Keepin Time lief erfolglos Rennen, bis er für die Fernsehserie Black, der schwarze Blitz (Adventures of The Black Stallion, 1990–1993) gecastet wurde. In der Serie verkörpert Docs Keepin Time die Titelrolle.
Er zeugte viele Nachkommen, unter anderem Samsons Keepin Time und Starrin Doctor Sunny sowie Keepin Charge, welcher ebenfalls ein Filmpferd ist. Keepin Charge hatte 2008 in dem Film Appaloosa, mit Ed Harris und Viggo Mortensen, eine tragende Rolle.